# Chiesa ortodossa russa di Rabat
La chiesa della Santa Resurrezione a Rabat è la prima e al giorno d'oggi una delle due chiese ortodosse russe in uso in Marocco. È sotto la giurisdizione della Chiesa ortodossa russa.

## Storia
La prima pietra della chiesa fu posata il 6 luglio 1931. Il tempio venne consacrato il 13 novembre 1932 in onore della risurrezione di Gesù dal metropolita Eulogius di Parigi. La chiesa è stata ridipinta completamente nel 2011 da pittori di icone sacre, provenienti da Mosca.